# Браун против Одбора за образовање
Браун против одбора за образовање Топике (енгл. Brown v. Board of Education of Topeka) је познати случај пред Врховним судом Сједињених Америчких Држава, у коме је суд донио чувену пресуду којом је прогласио неуставним законе који успостављају одвојене јавне школе за црне и бијеле ученике, и који ускраћују дјеци црне боје коже једнаке образовне могућности. Овом одлуком, која је донесена једногласно, укинута је ранија пресуда Врховног суда у предмету Плеси против Фергусона из 1896. године.

## Позадина
У годинама које су претходиле пресуди у овом случају, расна сегрегација је била уобичајна појава у САД. Врховни суд је у својој ранијој пресуди у предмету Плеси против Фергусона утврдио да одвојене школе за припаднике различитих раса не крше устав САД, све док су услови у тим школама приближно једнаки, што углавном није био случај, јер су услови у школама за бијеле студенте били неупоредиво бољи.

## Случај
У граду Топика, главном граду Канзаса, неколико родитеља подигло је тужбу против Одбора за образовање, захтијевајући да се укине политика расне сегрегације у школама. Тужба је подигнута пред федералним судом за дистрикт Канзас. Школама је управљао Одбор за образовање из Топике, који је успоставио одвојене школе у складу са законом из 1879. године, који је дозвољавао али није изричито захтијевао да школе буду одвојене.
Родитељ који је именован у тужби, Оливер Л. Браун имао је ћерку која је морала путовати у удаљену школу за црне студенте, док се школа за бијеле студенте налазила у близини њихове куће.

## Пресуда
Врховни суд донио је једногласну пресуду, у којој је прогласио политику сегрегације у јавним школама неуставном, чак и ако су услови у таквим школама једнаки. Суд је закључио независно од тога да ли су услови у школама за црне ученике исти као и у школама за бијеле ученике, сегрегација је сама по себи штетна за црне ученике и неуставна. Дакле питање више није било да ли су школе једнаке, већ да ли је сама политика одвојених школа уставна.
| „ | Да ли сегрегација дјеце у јавним школама искључиво на основу расе, чак и ако су физички услови и остали „опипљиви“ фактори једнаки, одузима дјеци мањинских група једнаке образовне могућности? Вјерујемо да је тако... Одвајање црне и бијеле дјеце у јавним школама, има штетан утицај на црну дјецу. Утицај је већи када оваква политика има благослов закона, јер се политика одвајања обично тумачи као знак инфериорности црнаца. Осјећај инфериорности утиче на мотивацију дјеце за учењем. Законска сегрегација, дакле, има намјеру да успори образовни и ментални развој црне дјеце и да их лиши неких од предности које би имали у расно интегрисаном школском систему ... Закључујемо да, у области јавног образовања, доктрини „одвојени али једнаки“ нема мјеста. Одвојене образовне установе су у суштини неједнаке. Зато, држимо да су тужиоци и други који се налазе у сличном положају, због сегрегације, лишени једнаке заштите закона коју гарантује Четрнаести Амандман. | ” |